# Pi Columbae
Pi Columbae ( π Columbae, förkortat Pi Col,  π Col) som är stjärnans Bayerbeteckning, refererar till stjärnorna Pi1 Columbae och Pi2 Columbae belägna i södra delen av stjärnbilden Duvan. Den har en skenbar magnitud på 6,13 och är svagt synlig för blotta ögat där ljusföroreningar inte förekommer. Baserat på en årlig parallaxförskjutning på ca 12 mas, beräknas den befinna sig på ett avstånd av 270 ljusår (83 parsek) från solen.

## Egenskaper
Pi1 Columbae är en stjärna i huvudserien av typ A och av spektralklass A2mA5-A9.  Stjärnan har en uppskattad radie som är omkring 3 gånger solens radie. Den avger omkring 18 gånger mer energi än solen från dess yttre atmosfär vid en effektiv temperatur på 7 564 K.
Pi2 Columbae är en vitgrön dubbel eller flerdubbel dvärgstjärna av spektraltyp A0 V med en skenbar magnitud på 5,498. Den beräknas ligga ungefär 261 ljusår (80 parsek) från solen.